# Revillarruz
Revillarruz – gmina w Hiszpanii, w prowincji Burgos, w Kastylii i León, o powierzchni 16,98 km². W 2011 roku gmina liczyła 485 mieszkańców.